# Chicago Stags
Chicago Stags (en idioma español, Ciervos de Chicago) fue un equipo de la NBA con base en Chicago, Illinois.
Aunque su historia fue corta, fueron capaces de adquirir los derechos de un joven y prometedor Bob Cousy en un traspaso con Tri-Cities Blackhawks (aunque nunca jugó para ellos). Cuando los Stags desaparecieron, se realizó un draft con los jugadores que quedaban libres y Cousy fue elegido por Boston Celtics.
Chicago Bulls utilizó en la temporada 2005-06 de la NBA réplicas del uniforme de los Stags de 1946, como parte del programa de la NBA "Harwood Classics".

## Trayectoria
| Temporada           | G                   | P                   | %                   | Play-offs                                              | Resultado                                                          |
| Chicago Stags (BAA) | Chicago Stags (BAA) | Chicago Stags (BAA) | Chicago Stags (BAA) | Chicago Stags (BAA)                                    | Chicago Stags (BAA)                                                |
| ------------------- | ------------------- | ------------------- | ------------------- | ------------------------------------------------------ | ------------------------------------------------------------------ |
| 1946-47             | 39                  | 22                  | .639                | Gana Semifinales de la BAA Pierde Finales de la BAA    | Chicago 4, Washington 2 Philadelphia 4, Chicago 1                  |
| 1947-48             | 28                  | 20                  | .583                | Gana Empate División Gana 1.ª Ronda Pierde Semifinales | Chicago 1, Washington 0 Chicago 2, Boston 1 Baltimore 2, Chicago 0 |
| 1948-49             | 38                  | 22                  | .633                | Pierde Semifinales de División                         | Minneapolis 2, Chicago 0                                           |
| Chicago Stags (NBA) |                     |                     |                     |                                                        |                                                                    |
| 1949-50             | 40                  | 28                  | .588                | Pierde Empate División Pierde Semifinales de División  | Fort Wayne 1, Chicago 0 Minneapolis 2, Chicago 0                   |

## Entrenadores
- Harold Olsen (1946-1949)
- Philip Brownstein (1949-1950)